# Zorin doms stadsteater
Zorin doms stadsteater (kroatiska: Gradsko kazalište Zorin dom) är en stadsteater i Karlovac i Kroatien. Det kulturmärkta teaterhuset invigdes år 1892 och är stadens främsta scen för teater, opera och balett. Den är belägen strax väster om Karlovacs historiska stadskärna och är uppkallad efter den lokala sångföreningen "Zora".

## Historia
De första dokumenterade teaterföreställningarna i dåvarande habsburgska Karlovac hölls på 1600-talet och iscensattes av jesuiter från Zagreb som år 1646 hade upprättat en missionsstation i staden. Sedermera gästspelade tyska ambulerande teatersällskap i Karlovac. Handelsmannen Andrija Ljudevit Adamić (1766–1828) vidtog vissa initiativ till att låta uppföra ett teaterhus i staden men hans ansatser resulterade aldrig i en färdig byggnad. År 1860 etablerades amatörskådespel i Karlovac. Teaterföreställningarna hölls ursprungligen i improviserade salar och lokaler såsom värdshus, kaféer, värdshus och i privata hem. År 1858 grundades Kroatiens första sångförening – "Pjevačko društvo karlovačko" (Karlovacs sångförening), från år 1868 kallat "Zora". På 1880-talet profilerade sig sångföreningen Zora som en av Karlovacs kulturinstitutioner och bärare av stadens kulturliv. Sångföreningen organiserade bland annat konserter, teaterföreställningar och andra kulturevenemang. Det blev uppenbart att föreningen behövde en byggnad som kunde tillgodose dess behov. Av denna anledning uppfördes en byggnad på nästan samma plats där stadsteatern idag är belägen. År 1886 tog Zora initiativ till att en ny representativ byggnad skulle uppföras – en byggnad som skulle bli en social mötesplats för stadsinvånarna och en prydnad för staden. Det dröjde dock till år 1892 innan idén realiserades och en ny byggnad, nuvarande Zorin doms stadsteater, invigdes.

## Teaterspel
År 1945 inleddes teaterensemblens gradvisa professionalisering – en process som hade fullbordats vid år 1948.  Teatern var delvis resande och täckte de geografiska områdena Banovina, Gorski kotar, Kordun och Lika.  Efter en serie framgångsrika föreställningar började teatern långsamt möta ekonomiska problem vilket ledde till att allt fler framstående skådespelare lämnade ensemblen. Den 31 augusti 1963 fattades beslutet att lägga ner Karlovac-teatern.  Därefter tog teaterensemblen "Dramski studio" (Dramastudion), grundad år 1952, huvudrollen i Karlovacs kulturliv.  Stadsteaterns verksamhet består idag av egna produktioner, gästuppträdanden, konserter, konstevenemang och andra kulturella och konstnärliga aktiviteter.

## Teaterbyggnaden

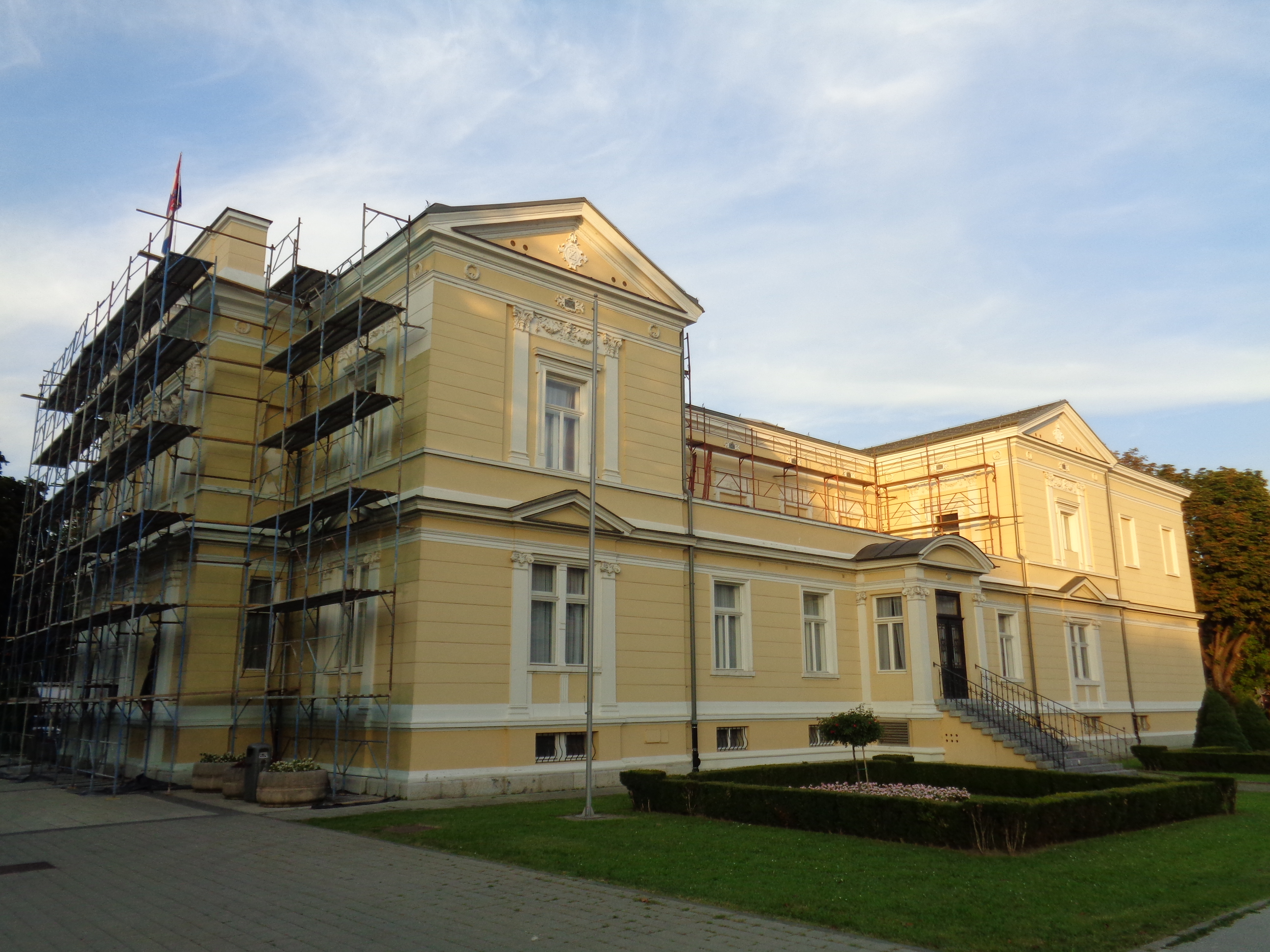
Renoveringsarbeten vid teaterhusets fasad år 2018.

Arbetena med att bygga teaterbyggnaden inleddes år 1891 och finansierades genom privata donationer. Sju månader senare, den 27 november 1892, invigdes Karlovacs nya stadsteater. Zorin doms stadsteater bär stildrag från nyrenässansen och uppfördes enligt ritningar av arkitekten Gjuro Carnelutti. Den har en rikligt dekorerad fasad och dess arkitektoniska utformning är väl integrerad i den befintliga parken och stadsmiljön som omger den. Under 2000-talet har den kulturmärkta byggnaden renoverats både ut- och invändigt i omgångar. Från dess uppförande till dagens dato har byggnaden haft en uttalad pedagogisk, kulturell och social funktion i Karlovac och Karlovacs län.